# Die Drei (Zeitschrift)
die Drei ist eine monatlich im gleichnamigen Verlag erscheinende Zeitschrift für Anthroposophie in Wissenschaft, Kunst und sozialem Leben. Verlagssitz ist Frankfurt am Main.

## Geschichte
die Drei ist eine anthroposophisch orientierte Zeitschrift mit langer Tradition. Die erste Ausgabe erschien am 27. Februar 1921 anlässlich des 60. Geburtstags von Rudolf Steiner, des Begründers der Anthroposophie und Waldorfpädagogik. Der ursprüngliche Untertitel der Zeitschrift lautete Monatsschrift für Anthroposophie und Dreigliederung. Im folgend Jahr wurde der Untertitel um den Begriff Goetheanismus erweitert. Damit sollte auf die drei wesentlichen Anliegen der anthroposophischen Bewegung hingewiesen werden: Auf eine die Wirklichkeit des Geistes ernst nehmende Geisteswissenschaft, eine dem Menschen gerecht werdende Gestaltung des sozialen Lebens gemäß der von Rudolf Steiner entwickelten Dreigliederung des sozialen Organismus und eine Natur- und Weltanschauung, die sich an Goethes ganzheitlichem Ansatz orientiert, wie er etwa in dessen Farbenlehre und Metamorphosenlehre zum Ausdruck kommt.

## Redaktion
Für die Redaktion verantwortlich zeichnet Claudius Weise. Weitere Redaktionsmitglieder sind Stephan Eisenhut, Corinna Gleide und  Christoph Hueck.